# Абрамов, Афанасий Нестерович
Афана́сий Не́стерович Абра́мов (5 [18] февраля 1906, Камень, Томская губерния — 6 июля 1955, Сталинск, Кемеровская область) — советский офицер, участник Великой Отечественной войны, Герой Советского Союза (1944).
В годы Великой Отечественной войны командир стрелкового взвода 237-го гвардейского стрелкового полка 76-й гвардейской стрелковой дивизии гвардии лейтенант А. Н. Абрамов особо отличился при форсировании Днепра в сентябре 1944 года. Его взвод в течение 4-х часов обеспечивал переправу других подразделений, а спустя два дня, в ходе наступления, первым ворвался в немецкую траншею, нанеся противнику существенный урон.

## Биография
Родился 18 февраля 1906 года в селе Камень Барнаульского уезда Томской губернии (ныне город Камень-на-Оби, Каменский район, Алтайский край) в семье рабочего. Русский. По окончании начальной школы работал на местных предприятиях.
В 1930-х годах семья переехала в Новокузнецк, где он работал на Новокузнецком мясокомбинате, а затем на молочном заводе. Проходил срочную службу на флоте.
С 1941 года вновь в рядах РККА, окончил военное училище. Воевал на Центральном (28 августа 1942 — 2 января 1943), Брянском (18 марта 1943 — 7 сентября 1943), затем опять на Центральном (с 7 сентября 1943) фронтах. 19 сентября 1942 года был ранен в бою.
В сентябре 1943 года 76-я гвардейская стрелковая дивизия в составе 61-й армии Центрального фронта принимала участие в форсирование Днепра. Гвардии лейтенант А. Н. Абрамов командовал 2-м стрелковым взводом 7-й стрелковой роты 237-го гвардейского стрелкового полка 76-й гвардейской стрелковой дивизии.
27 сентября 1943 года у села Мысы Репкинского района Черниговской области стрелковый взвод гвардии лейтенанта А. Н. Абрамова под огнём противника форсировал Днепр и в течение 4-х часов обеспечивал переправу других подразделений, за 8 рейсов переправив на правый берег реки 120 солдат и офицеров. А спустя два дня, 29 сентября, в ходе наступления его взвод первым ворвался в траншею противника, уничтожил 4 пулемётные точки, много солдат и офицеров, а также захватил 4 пулемёта.
За этот эпизод был награждён орденом Отечественной войны II степени (6 октября 1943).
Указом Президиума Верховного Совета СССР «О присвоении звания Героя Советского Союза генералам, офицерскому, сержантскому и рядовому составу Красной Армии» от 15 января 1944 года за «образцовое выполнение боевых заданий командования по форсированию реки Днепр и проявленные при этом мужество и героизм» гвардии лейтенанту Абрамову Афанасию Нестеровичу присвоено звание Героя Советского Союза с вручением ордена Ленина и медали «Золотая Звезда».
После войны уволен в запас, переехал в Новокузнецк, работал на мясокомбинате и молочном заводе.
Умер 6 июля 1955 года в Новокузнецке. Похоронен в городе Новокузнецк Кемеровской области.

## Награды и звания
Советские государственные награды и звания:
- Герой Советского Союза (15 января 1944[4]; медаль «Золотая Звезда» № 4434)
- орден Ленина № 20465 (15 января 1944)
- орден Отечественной войны II степени (6 октября 1943[5])
- медали

## Память

Монумент Победы в Барнауле

Имя А. Н. Абрамова увековечено на Мемориале Славы в городе Барнауле и на мемориале в городе Камень-на-Оби.

## Публикации
- Абрамов А. От Москвы до Днепра // Большевистская сталь. — 13 декабря 1944.